# Fleming Mackell
Fleming David Mackell (* 30. April 1929 in Winnipeg, Manitoba; † 19. Oktober 2015 in Hawkesbury, Ontario) war ein kanadischer Eishockeyspieler (Center) und -trainer, der von 1947 bis 1960 für die Toronto Maple Leafs und Boston Bruins in der National Hockey League spielte.

## Karriere
Mackell kam schon früh mit Eishockey in Berührung. Zu Beginn der 1920er Jahre gewann sein Vater Jack Mackell zweimal den Stanley Cup mit den Ottawa Senators. Mit den Royaux de Montréal war Mackell 1945 erstmals in der Finalserie um den Memorial Cup vertreten. Zwei Jahre später, als er für die Toronto St. Michael’s Majors in der Ontario Hockey Association spielte, war er der beste Scorer der Liga und konnte am Ende der Saison mit dem von Joe Primeau trainierten Team, in dem auch Red Kelly spielte, den Memorial Cup gewinnen.
Die Toronto Maple Leafs holten ihn für die Saison 1947/48 in den Kader und so spielte er auch beim 1. National Hockey League All-Star Game im Jahr 1947. In der NHL kam er dann nur zu drei Einsätzen und spielte meist bei den Pittsburgh Hornets in der American Hockey League. Ähnlich ging es ihm in den folgenden beiden Jahren. Zu Saisonbeginn und dem All-Star-Game spielte er für die Maple Leafs, im Laufe der Saison war er meist in der AHL. In diesen beiden Jahren stand er dann in den Playoffs wieder im Kader der Leafs und gewann 1949 erstmals selbst den Stanley Cup. In der Spielzeit 1950/51 erhielt er endlich einen Stammplatz. Im Januar 1952 gab Toronto ihn nach Boston ab.
Bei den Boston Bruins zählte er schnell zu den Leistungsträgern. In seiner ersten vollständigen Spielzeit in Boston war er bester Scorer seines Teams und wurde zum Saisonende ins erste NHL All-Star Team gewählt. In den Playoffs 1958 erreichte er mit den Bruins die Finals gegen die Montréal Canadiens. Die Bruins unterlagen, doch Mackell war mit 19 Punkten bester Scorer der Endrunde. Nach Ende der Saison 1959/60 beendete er seine Karriere in der NHL.
Er spielte noch einige Jahre in unteren Ligen und war bei den As de Québec in der AHL auch als Spielertrainer tätig. Er zog sich in diesen Jahren einige schwerere Verletzungen zu.

## Sportliche Erfolge
- Stanley Cup: 1949 und 1951

### Persönliche Auszeichnungen
- Eddie Powers Memorial Trophy: 1947
- NHL First All-Star Team: 1953
- Teilnahme am NHL All-Star Game: 1947, 1948, 1949 und 1954